# Raúl Sánchez
Raúl Pedro Sánchez Soya (ur. 28 października 1933, zm. 28 lutego 2016) – chilijski piłkarz, podczas kariery występował na pozycji obrońcy. Brązowy medalista Mistrzostw Świata 1962. Uczestnik Copa América 1959. Reprezentant Chile.
W reprezentacji Chile zagrał 33 razy. Debiutował w 1959, ostatni raz zagrał w 1964. Podczas MŚ 62 wystąpił we wszystkich sześciu spotkaniach Chile. Był wówczas piłkarzem Santiago Wanderers, grał w nim przez 12 lat (1952–1964). W 1958 w barwach tego klubu został mistrzem Chile.